# Puntate di The Undoing - Le verità non dette
Le puntate della miniserie televisiva The Undoing - Le verità non dette (The Undoing) sono state trasmesse negli Stati Uniti sul canale via cavo HBO dal 25 ottobre al 29 novembre 2020.
In Italia l'intera miniserie è stata resa disponibile l'8 gennaio 2021 su Sky Box Sets e in streaming su Now TV e trasmessa il giorno stesso su Sky Atlantic. Viene trasmessa in chiaro su TV8 dal 7 al 21 settembre 2021.
| nº | Titolo originale | Titolo italiano        | Prima TV USA     | Pubblicazione Italia |
| -- | ---------------- | ---------------------- | ---------------- | -------------------- |
| 1  | The Undoing      | Tutto si sgretola      | 25 ottobre 2020  | 8 gennaio 2021       |
| 2  | The Missing      | Senza lasciare traccia | 1º novembre 2020 | 8 gennaio 2021       |
| 3  | Do No Harm       | Non nuocere            | 8 novembre 2020  | 8 gennaio 2021       |
| 4  | See No Evil      | Non vedere il male     | 15 novembre 2020 | 8 gennaio 2021       |
| 5  | Trial by Fury    | Processo con furia     | 22 novembre 2020 | 8 gennaio 2021       |
| 6  | The Bloody Truth | Maledetta verità       | 29 novembre 2020 | 8 gennaio 2021       |

## Tutto si sgretola
- Titolo originale: The Undoing
- Diretta da: Susanne Bier
- Scritta da: David E. Kelley

### Trama
Grace Fraser è una psicologa di successo che vive a Manhattan con il marito Jonathan, un oncologo pediatrico e il loro figlio 12enne Henry, che frequenta l'esclusiva Reardon School.
Grace aiuta altri genitori della Reardon ad organizzare un'asta di beneficenza: in questa occasione incontra una giovane e bellissima donna, molto enigmatica, di nome Elena, madre di  Miguel, un alunno delle elementari della Reardon. Grace incontra Elena in varie occasioni nei giorni successivi; una di queste nello spogliatoio della palestra, dove Elena, completamente nuda, si avvicina a Grace e la ringrazia per la sua "gentilezza". 
La sera dell'asta di beneficenza, che si tiene in un elegante edificio di Manhattan, Grace scopre Elena in lacrime nel bagno e la consola, chiedendole se abbia bisogno di aiuto. Prima di andarsene dalla festa, Elena bacia Grace sulle labbra in ascensore.
Il giorno successivo, il cadavere martoriato di Elena viene scoperto nel suo laboratorio artistico (la donna era una pittrice e scultrice) da suo figlio Miguel.
La Polizia capisce immediatamente che si tratta di un omicidio ed interroga Grace e altri genitori della Reardon mentre il marito di Elena viene subito identificato come un potenziale sospettato.
Grace tenta di contattare Jonathan, che è fuori città per un convegno di oncologia a Cleveland, ma scopre che ha lasciato il suo smartphone a casa, in un cassetto. Impossibilitata a rintracciare suo marito, Grace va nel panico e ha delle visioni dell'uccisione di Elena.

## Senza lasciare traccia
- Titolo originale: The Missing
- Diretta da: Susanne Bier
- Scritta da: David E. Kelley

### Trama
Grace è sempre più preoccupata per la scomparsa di suo marito e cerca disperatamente di contattarlo. 
Dopo un interrogatorio da parte del detective Mendoza, Grace scopre che Jonathan non lavora più da diverso tempo in ospedale e che le ha quindi mentito. Il suo licenziamento è stato causato da rapporti inappropriati con Elena, mamma di Miguel, ex paziente di Jonathan.
Inoltre viene provato che Fernando, il marito di Elena, ha un alibi, rendendo quindi Jonathan il principale sospettato.
Dopo essere tornata a casa, Grace scopre che la Polizia sta conducendo delle dettagliate ricerche e viene informata che verrà effettuato un test di paternità sulla figlia neonata di Elena.
Per evitare l'attenzione dei mass media, Grace va con Henry nella loro casa al mare. Lì si presenta all'improvviso Jonathan, che ammette la propria infedeltà, ma giura di non aver ucciso Elena. 
Mentre Jonathan saluta e abbraccia Henry, Grace chiama la polizia.

## Non nuocere
- Titolo originale: Do No Harm
- Diretta da: Susanne Bier
- Scritta da: David E. Kelley

### Trama
La Polizia arriva con l'elicottero e arresta Jonathan. Il detective Mendoza rivela a Grace che Jonathan è il padre della bimba di Elena.
Dopo una breve udienza, Jonathan è condotto in carcere. Fernando si confronta con Grace. Grace più tardi informa la Polizia e afferma di essersi sentita minacciata. La Polizia indica Grace come sospettata e lei chiede il perché.
La Polizia quindi le mostra il video di una telecamera di sorveglianza posta fuori dall'appartamento teatro dell'omicidio, la notte del delitto. Il video mostra Grace che cammina per strada.

## Non vedere il male
- Titolo originale: See No Evil
- Diretta da: Susanne Bier
- Scritta da: David E. Kelley

### Trama
Successivi altri video di altre telecamere di sorveglianza nel quartiere mostrano Grace in diversi punti  nella notte del delitto, pertanto esce dalla lista dei sospettati. 
Il padre di Grace, Franklin, organizza con riluttanza il pagamento della cauzione ed assume l'avvocato Haley Fitzgerald per difendere Jonathan in giudizio. I detective rivelano a Grace che Elena aveva sviluppato una vera e propria ossessione per lei, mostrandole dei dipinti che la ritraevano parzialmente nuda. Jonathan cerca di parlare con Fernando dell'omicidio di Elena. Fernando non vuole avere niente a che fare con Jonathan, ma gli permette di conoscere la sua bambina. Haley organizza un'intervista televisiva con Jonathan per aiutarlo a ripulire la sua immagine pubblica prima del processo. Durante l'intervista, Jonathan afferma di sapere chi può aver ucciso Elena.

## Processo con furia
- Titolo originale: Trial by Fury
- Diretta da: Susanne Bier
- Scritta da: David E. Kelley

### Trama
Inizia il processo contro Jonathan. Haley cerca di instillare il dubbio sulla colpevolezza di Jonathan e insinua come Fernando possa essere un sospetto, ma che la Polizia ha subito ed inspiegabilmente eliminato questa possibilità. 
Quando interroga Fernando, gli chiede se la moglie fosse in cura da uno psichiatra e lui risponde di sì. Chiede anche se lui sia in cura da uno psichiatra e Fernando nega.
Interroga poi il detective Mendoza, che ammette come non considerò Fernando come sospettato e dichiara che non ci fossero altri sospettati. Haley quindi mostra il video di Grace, smentendolo. 
Durante un pranzo famigliare, Jonathan confessa a Grace una tragedia che lo coinvolse da ragazzo: lasciò accidentalmente la porta di casa aperta quando aveva 14 anni mentre badava alla sua sorellina di 4 anni che, uscita in strada, fu investita e uccisa da una macchina.
Grace contatta la madre di Jonathan, Janet, che afferma come Jonathan non mostrò mai in nessun modo rimorso o dolore per la morte della sorella e si allontanò dalla famiglia quando crebbe. 
Grace trova l'arma del delitto, il martello, nella custodia del violino di suo figlio.

## Maledetta verità
- Titolo originale: The Bloody Truth
- Diretta da: Susanne Bier
- Scritta da: David E. Kelley

### Trama
Henry confessa alla madre di aver trovato il martello nel forno della casa al mare e di averlo nascosto per evitare che suo padre venisse dichiarato colpevole.
Durante il processo, Jonathan fornisce la sua testimonianza ed ammette la sua infedeltà, ma continua a dichiararsi innocente in merito alla morte di Elena.
Haley chiama Miguel alla sbarra; Miguel, incalzato dalle domande di Haley, fa intendere come il padre Fernando fosse stato spesso violento con Elena. 
Grace, in una pausa, chiede ad Haley di essere chiamata a testimoniare: mentre è interrogata, dopo diverse domande, fa intendere di essere convinta della colpevolezza del marito. 
In una pausa, vista la quasi sicura condanna, Jonathan manda un sms al figlio chiedendogli di vedersi per la colazione prima del verdetto. Ma è solo una scusa per scappare con Henry in macchina.
Dei flashback mostrano Jonathan uccidere Elena dopo averle ordinato di stare lontana dalla sua famiglia e dopo che lei ha tentato di colpirlo col martello alle spalle.
Dopo un inseguimento con la Polizia e dopo aver evitato per un soffio un incidente con un camion, Jonathan si ferma su un ponte, minacciando di gettarsi in mare e suicidarsi, con Henry per mano.
Grace arriva con l'elicottero del padre per recuperare Henry e Jonathan viene arrestato.